# 卡滋幫
《卡滋幫》（英語：Katz Fun）是在卡通頻道播的台灣3D動畫，2010年11月13日开始每週六、日上午8點30分首播，主角「卡滋」是一隻老虎。语言是台語發音，內容为幽默帶奇幻風格，主角「卡滋」和酷兒、闊兒合稱「卡滋幫」在捲竹村生活。

## 工作人員
- 發行：頑石創意股份有限公司　台灣
- 製作人：林芳吟
- 導演：黃國賓、高逸峰
- 編劇：黃國賓、高逸峰、黃元蓓、林舒嫺、陳婉箐、王品仁、楊豐鍾
- 分鏡腳本：彭鳳珠、盧九龍、張永仁
- 模型：李秋玲
- 音樂：蔡曜任、劉學軒
- 前置美術：賴若寒
- 角色、道具設計：楊珠玉、林岫沆、翁得尹
- 原創造型：徐宇傑
- 場景設計：蘇一凡
- 背景美術：葉斯恩、林東勇
- 動畫：王萬尊、高逸峰、吳維堅、陳俊霖、沈俞萓[21]、張文彥[21]、謝仲翔[22][23][24][25][26][27]、徐志豪、賴正龍、魏淑珠、謝懷萱、吳壬君、沈姵蓉
- 燈光：林育賢、林黎偵、葉芝均、謝名豐、朱達信、林志明、黃鴻麟
- 剪輯：林欣昉、高梓勤、林煊偵
- 特效、合圖：黃景淳、鐘婷、邱暉文
- 中文配音：于正昌、錢欣郁、林美秀、孫世憶、陳宗岳、蔣篤慧
- 音效、錄音：偉憶數位科技股份有限公司
- English Dubbing: Stephanie Hong, Stevie G., Kronis Kent E.Krahn, Stephanie Buckley
- 製作協調：仲崇美

## 各話列表

### 第一季
1. 卡滋的傳說
2. 大肚蛙的報恩
3. 捲兒的勇氣考驗
4. 喇叭鳥的孵蛋季
5. 蝶兒的新衣
6. 水果夢幻島
7. 大嘴魚的假牙
8. 青菜的戰爭
9. 虎姑婆的紙偶戲
10. 尋找黃金筍
11. 園遊會的遊戲陷阱
12. 雪之森的秘密
13. 春福神傳說

### 第二季
1. 老房子有話說
2. 花田「喜」事
3. 海底的銀河
4. 捲竹村運動會
5. 夏天的冰麒麟
6. 蝶兒不見了
7. 勇闖圖畫世界
8. 魔術的秘密
9. 湯匙象找媽媽
10. 創意料理比賽
11. 倒轉的流星雨
12. 蝶兒的生日派對
13. 搶救黑兒大作戰

### 第三季
1. 再見卡滋
2. 神探卡滋
3. 記憶之湖
4. 捲竹村天空之戰
5. 泡泡雲滿天飛
6. 蝶兒，讓我照顧妳
7. 黑莓妹來了
8. 捲兒的惡夢
9. 湯匙象要搬家
10. 喜兒迷路了
11. 誰是捲竹之花
12. 酷兒 堅持下去
13. 不抓卡滋啦(完)

## 獎項

### 金鐘獎
| 年份   | 獲提名     | 獎項                    | 結果 |
| ------ | ---------- | ----------------------- | ---- |
| 2011年 | 《卡滋幫》 | 第46屆金鐘獎 動畫節目獎 | 提名 |
| 2012年 | 《卡滋幫》 | 第47屆金鐘獎 動畫節目獎 | 獲獎 |